# 906

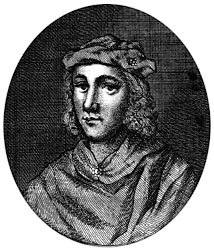
Koning Constantijn II (900 - 943)

Het jaar 906 is het 6e jaar in de 10e eeuw volgens de christelijke jaartelling.

## Gebeurtenissen

### Byzantijnse Rijk
- Voorjaar - Keizer Leo VI ("de Wijze") laat zijn 1-jarige zoon Constantijn VII dopen, de Byzantijnse Kerk erkent hem als troonopvolger. Drie dagen later roept Leo – gekweld door liefdesverdriet, en woedend op de Kerk – zijn maîtresse (de moeder van Constantijn) aan zijn zijde terug naar Constantinopel. Hierdoor ontstaat er een breuk tussen Kerk en Staat die tot in Rome voelbaar zal zijn.[1]

### Brittannië
- Voorjaar - Koning Constantijn II van Schotland roept in Scone een synode bijeen. Hier wordt besloten, dat de wetten en regels van het geloof en rechten in kerken en evangeliën, gelijkwaardig moeten worden beschouwd aan de gebruiken van de Schotten (pariter cum Scottis).

### Europa
- De Konradijnen verslaan bij Fritzlar de rivaliserende Frankische graven van Bamberg. Hertog Koenraad de Oudere verwerft de heerschappij over Frankenland, maar sneuvelt tijdens de veldslag. Hij wordt opgevolgd door zijn zoon Koenraad de Jongere. In opdracht van koning Lodewijk IV ("het Kind") wordt Adalbert van Babenberg gevangengenomen en onthoofd.

### Lage Landen
- Eerste schriftelijke vermelding van Oedelem (huidige België).

## Geboren
- Majolus, Frankisch abt (overleden 994)

## Overleden
- 27 februari - Koenraad de Oudere, Frankisch edelman
- 9 september - Adalbert van Babenberg, Frankisch edelman
- Fortún Garcés, koning van Pamplona (of 905)